# 강제추행죄
강제추행죄(強制醜行罪)는 폭행 또는 협박으로 사람에 대하여 '지저분한 짓'이라는 사전적 의미가 있는 추행을 한 자를 처벌하는 형법에서 정하는 범죄이다. 강간죄의 구성요건보다 포괄적인 범죄형태이고, 법정형은 10년 이하의 징역 또는 1천500만원 이하의 벌금으로 규정(형법 제298조)되어 있으며, 미수범도 처벌된다.
종전에는 친고죄였으나, 2013년 6월 19일에 친고죄 규정이 폐지되어 피해자의 고소 없이도 처벌할 수 있다.
흔히 성적 수치심을 주는 행위라고 인식되고 있으나 그 자체가 모호하여 논란이 있다. 대구지검 진혜원 검사가 페이스북에 박원순 서울시장을 만나서 팔짱 낀 사진을 공개하며 자신도 "성추행했다"고 하며 법률의 모호성을 조롱했고 부산지검 검사는 길거리에서 어깨에 손을 올리고 이후 따라간 이유로 현행범 체포되고 징계를 받았다.

## 강제추행의 조건
- 폭행 - 사람에 대한 직간접의 물리적 힘의 행사를 말한다.
- 협박 - 해악(害惡)을 고지하여 상대방에게 공포심과 불안감을 조성시키는 것으로, 제3자에 대한 해악의 통고도 포함한다.

폭행과 협박의 정도에 대해 판례는 상대방의 반항을 곤란하게 할 정도면 이 죄의 성립을 인정하여 강간죄보다 인정의 폭이 넓다.
- 추행(醜行) - 더럽고 지저분한 행동, 추잡한 행실. 예행(穢行), 강간(强姦)이나 그에 준하는 짓을 완곡하게 이르는 말을 의미하나 판례상 상대방의 성적 자유를 침해하는 성적 행위로 성적 수치심이나 혐오감을 불러일으키는 일체의 신체 접촉 행위를 말하며 동성끼리 원하지 않는 밴대질, 프롯은 강제 추행이다.

## 준강제추행죄
준강제추행은 사람의 심신상실이나 항거불능의 상태를 이용하여 추행을 하는 것을 말한다(가령, 이성 간의 술 먹고 취중 도둑 키스). 술에 만취하거나 잠을 자고 있는 상태를 이용한 경우에는 항거불능 상태에 있었다고 본다.

## 판례
- 甲이 엘리베이터 안에서 乙을 칼로 위협하는 등의 방법으로 꼼짝하지 못하도록 하여 자 신의 실력적인 지배하에 둔 다음 자위행위 모습을 보여준 행위가 강제추행죄의 추행에 해당한다.[3]
- 강제추행죄가 성립하기 위한 주관적 구성요건으로는 고의만으로 충분하고, 성욕을 자극․흥분ㆍ만족시키려는 주관적 동기나 목적이 있어야 하는 것은 아니다.[4]
- 병원 응급실에서 당직 근무를 하던 의사가 가벼운 교통사고로 인하여 비교적 경미한 상처를 입고 입원한 여성 환자들의 바지와 속옷을 내리고 음부 윗부분을 진료행위를 가장하여 수회 누른 행위가 성폭력범죄처벌특례법 업무상 위력 등에 의한 추행에 해당한다[5]

### 자폐성 장애 겸 지적장애인이 ‘추행’을 하였는지 여부
「성폭력범죄의 처벌 등에 관한 특례법」(이하 ‘성폭력처벌법’이라 한다) 제11조의 ‘공중 밀집 장소에서의 추행죄’의 ‘추행’이란 일반인을 기준으로 객관적으로 성적 수치심이나 혐오감을 일으키게 하고 선량한 성적 도덕관념에 반하는 행위로서 피해자의 성적 자기결정권을 침해하는 것을 의미한다(대법원 2020. 6. 25. 선고 2015도7102 판결 참조). 성폭력처벌법 제11조 위반죄가 성립하기 위해서는 주관적 구성요건으로서 추행을 한다는 인식을 전제로 적어도 미필적으로나마 이를 용인하는 내심의 의사가 있어야 하므로, 피고인이 추행의 고의를 부인하는 경우에는 고의와 상당한 관련성이 있는 간접사실을 증명하는 방법에 따를 수밖에 없다.

### 유죄
- 식당 사장의 남편이 종업원을 강제 추행한 사건 (2001도2417)

갑남은 자신의 처인 을녀가 경영하는 식당의 지하실에서 종업원들인 병녀 및 정녀와 노래를 부르며 놀던 중, 정녀가 노래를 부르는 사이에 병녀를 뒤에서 껴안고 부르스를 추면서 병녀의 유방을 강제로 만졌다. 이는 병의 성적 자유를 침해한 유형력의 행사이므로 강제추행죄에 해당한다.
- 골프장 사장의 친구인 남성이 종업원에게 러브샷을 강요한 사건(2007도10050)

골프장의 종업원들이 거부의사를 밝혔음에도, 골프장 사장과의 친분관계를 내세워 함께 술을 마시지 않을 경우 신분상의 불이익을 가할 것처럼 협박하여 이른바 러브샷의 방법으로 술을 마시게 한 남성은 강제추행죄에 해당한다.
- 간접정범 성립여부

강제추행죄는 사람의 성적 자유 내지 성적 자기결정의 자유를 보호하기 위한 죄로서 정범 자신이 직접 범죄를 실행하여야 성립하는 자수범이라고 볼 수 없으므로, 처벌되지 아니하는 타인을 도구로 삼아 피해자를 강제로 추행하는 간접정범의 형태로도 범할 수 있다. 여기서 강제추행에 관한 간접정범의 의사를 실현하는 도구로서의 타인에는 피해자도 포함될 수 있으므로, 피해자를 도구로 삼아 피해자의 신체를 이용하여 추행행위를 한 경우에도 강제추행죄의 간접정범에 해당할 수 있다.
- 강제추행죄의 ‘폭행 또는 협박’은 상대방의 신체에 대하여 불법한 유형력을 행사(폭행)하거나 일반적으로 보아 상대방으로 하여금 공포심을 일으킬 수 있는 정도의 해악을 고지(협박)하는 것이라고 보아야 한다[8]
- 피고인이 아파트 놀이터의 의자에 앉아 전화통화를 하고 있던 갑(녀, 18세)의 뒤로 몰래 다가가 갑의 머리카락 및 옷 위에 소변을 보아 강제추행하였다는 내용으로 기소된 사안에서, 피고인이 처음 보는 여성인 갑의 뒤로 몰래 접근하여 성기를 드러내고 갑을 향한 자세에서 갑의 등 쪽에 소변을 본 행위는 객관적으로 일반인에게 성적 수치심이나 혐오감을 일으키게 하고 선량한 성적 도덕관념에 반하는 행위로서 갑의 성적 자기결정권을 침해하는 추행행위에 해당한다고 볼 여지가 있고, 행위 당시 갑이 이를 인식하지 못하였더라도 마찬가지라는 이유로, 이와 달리 보아 공소사실을 무죄로 판단한 원심판결에 법리오해 및 심리미진의 잘못이 있다고 한 사례[9]
- 골프장 여종업원들이 거부의사를 밝혔음에도, 甲이 골프장 사장과의 친분관계를 내세워 함께 술을 마시지 않을 경우 신분상의 불이익을 가할 것처럼 협박하여 이른바 러브샷의 방법으로 여종업원들에게 술을 마시게 한 경우, 강제추행죄가 성립한다.[10]

### 무죄
- 2015년 10월부터 12월까지 같은 학교 제자 B(당시 10세)와 학교 폭력과 관련한 상담을 하던 중 팔을 쓰다듬고 등을 문지르는 등 수차례에 걸쳐 강제 추행한 혐의에 대해 대법원 형사1부(주심 박정화 대법관)는 성폭력범죄의 처벌 등에 관한 특례법상 13세 미만 미성년자 강제추행 혐의로 기소된 모 초등학교 교감 A씨에게 무죄를 선고한 원심을 확정했다(2019도18927)[11]

- 골프연습장 대표가 등록한 지 2주 된 레슨생에게 강제추행으로 고소 당한 사건, CCTV 녹화본이 부재함에도 촬영 각도와 관련된 주장으로 1심에서 무죄가 선고된 바 있다. 억울한 성범죄 연구소

## 같이 보기
- 성폭력
- 성폭행
- 구타